# Andreas Marty

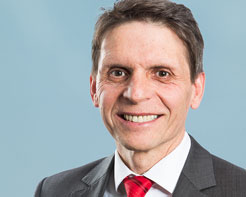
Der Schwyzer Kantonsrat Andreas Marty (2019)

Andreas Marty (* 1. April 1965) ist ein Schweizer Politiker (SP), wohnhaft in Einsiedeln (SZ).
Er ist seit 2007 Präsident des Schwyzer Mieterinnen und Mieterverbands und von 2015 bis 2021 präsidierte er die Sozialdemokratische Partei des Kantons Schwyz.
Seit 1998 vertritt Marty die Kirchgemeinde Arth im römisch-katholischen Kantonskirchenrat und seit 2000 die Gemeinde Arth im Schwyzer Kantonsrat. Dort ist er Mitglied der kantonsrätlichen Kommission für Bauten, Strassen und Anlagen.
Andreas Marty ist gelernter Maurer und Hochbauzeichner. Seit 1989 ist er selbständig tätig als Kundenmaurer und in einem Teilzeitpensum als Berufsschullehrer am Berufsbildungszentrum BBZ in Pfäffikon SZ.